# Hangtime
Hangtime (Hangtime - Kein leichtes Spiel) est un téléfilm allemand, réalisé par Wolfgang Groos, et diffusé et diffusé en 2009.

## Fiche technique
- Titre original : Hangtime - Kein leichtes Spiel
- Réalisation : Wolfgang Groos
- Scénario : Christian Zübert et Heinrich Hadding
- Photographie : Alexander Fischerkoesen
- Musique : Robert Matt
- Durée : 87 min
- Date de diffusion :
  -  France : 17 juin 2011 sur Arte

## Distribution
- Max Kidd : Vinz Berg
- Misel Maticevic : Georg Berg
- Ralph Kretschmar : Samuel, dit "Samy"
- Max Fröhlich : Ali
- Mirjam Weichselbraun : Kathi
- Veit Stübner (de) : Manni
- Zach Freeman : Markus
- Martin Lindow : Jörg Steinbach
- Peter Eberst : Gruber
- Stefan Gebelhoff : Marquart